# Liu Yaju
Dans ce nom chinois, le nom de famille, Liu, précède le nom personnel.
Liu Yaju (Chine, 25 avril 1972) est une joueuse de softball chinoise. En 1996, elle remporta une médaille d'argent en softball aux Jeux olympiques d'Atlanta avec l'équipe chinoise de softball.